# Église Notre-Dame-de-Bethléem de Haut-Noyers
Pour les articles homonymes, voir Notre-Dame de Bethléem.
L'église Notre-Dame-de-Bethléem est une église située à Noyers-sur-Jabron, dans le département des Alpes-de-Haute-Provence, en France.

## Architecture
Les contreforts plats sont issus du premier art roman influencé par le modèle de l’art antique. La nef est composée de quatre travées, avec des arcs de décharges latéraux, et voutées en berceaux brisés. Le chœur à chevet est plat, éclairé par trois baies plein cintre. La toiture est en lauze.

## Localisation
L'église est située sur la commune de Noyers-sur-Jabron, dans le département français des Alpes-de-Haute-Provence, au cœur du village primitif, sur les hauteurs de la vallée du Jabron.

## Historique
L'église Notre-Dame-de-Bethléem date du XIIIe siècle. 
L'édifice est classé au titre des monuments historiques en 1913. Alors que l'édifice menaçait de tomber en ruine, des travaux de restauration ont eu lieu, de 1968 à 1974, puis en 1976 et 1977. Une messe de monseigneur Collin, évêque de Digne, l'a reconsacrée au culte en 1977.